# Pterobryella speciosissima
Pterobryella speciosissima là một loài Rêu trong họ Pterobryaceae. Loài này được (Sull.) Müll. Hal. miêu tả khoa học đầu tiên năm 1878.